# Jack Keane (Computerspiel)
Jack Keane ist ein Computerspiel des deutschen Entwicklerteams Deck13. Das humorvolle Adventure erschien im August 2007.

## Handlung
Im Prolog sieht man auf einer Insel mitten im Ozean den rachsüchtigen Doctor T. mit seiner Haushälterin Mrs. Thatcherby sprechen. Er sinniert über seinen teuflischen Plan, das britische Empire zu stürzen, bevor sie ihm Auskunft über eine eingegangene Bewerbung, die einer amerikanischen Frau, als neue Handlangerin des Doctors gibt.
London, Ende des 19. Jahrhunderts: Die Handlung beginnt mit einem gefesselten Jack auf der Spitze des Big Ben Towers, der von zwei Schlägern bedroht wird, da Jack sich von deren Boss (Mr. Lee) eine große Summe Geld geliehen hatte. Es gelingt ihm, diesen knapp zu entkommen und sich am Hafen mit seinen Matrosen Eric und Lawrence an der Charming Princess, Jacks baufälligem Schiff zu treffen. Kurz vor der Flucht aus London bekommt Jack vom Regierungsbeauftragten Joseph Little das Angebot, für eine enorme Belohnung einen britischen Agenten zu einer geheimnisvollen Insel namens Tooth Island zu bringen, deren Name Jack sofort bekannt vorkommt. In Kapstadt trifft er auf jenen Agenten, der sich als Mr. Montgomery ausgibt, sowie auf die mysteriöse Amerikanerin Amanda, die aus irgendeinem Grund auch Tooth Island als Reiseziel hat, und von Jack mitgenommen wird. Nachdem er ein großes Päckchen von Montgomery bei der Poststelle zur Sendung abgibt, begeben sich Jack, Amanda, Montgomery, Eric und Lawrence mit der Charming Princess zur Insel. Durch (lt. Jack) fehlerhafte Navigation Montgomerys zerschellt das Schiff an den Klippen der Insel, und Amanda flüchtet zusammen mit Jacks Matrosen in seinem Beiboot. Dieser muss nun mit Montgomery allein die Klippen erklimmen, wobei letzterer beim Versuch, mit einem Enterhaken das Ziel zu erreichen, den sich auf der Insel befindenden Tempel einstürzen lässt und alles versperrt. Beim nun beschwerlichen Aufstieg kommt den beiden die junge Inselbewohnerin Shari zu Hilfe, die erzählt, dass sie im Tempel eigentlich getraut werden sollte, und ihrem Verlobten durch einen herunterfallenden Stein das Gedächtnis abhandengekommen ist. Nachdem Jack und Montgomery an der Spitze der Insel ankommen, wird der Agent urplötzlich von einem Ungeheuer ins Dschungeldickicht verschleppt. Im weiteren Verlauf der Geschichte sieht man immer wieder in kurzen Sequenzen die beiden Schläger, die erst am Londoner Hafen, dann in Kapstadt und am Ufer der Insel auftauchen, und sich stets nur mit kurzen Abständen auf Jacks Fersen befinden.
Jack durchquert den Wald und findet sich in einem kleinen Dorf wieder, wo er im Hotel Montgomerys Zimmer durchsucht und das von ihm abgeschickte Paket aus Kapstadt findet, in dem Montgomery verkündet, Jacks Belohnung im Dorf in Immobilien investiert zu haben, weswegen dieser nun länger auf der Insel verbleiben muss. Nachdem er von britischen Wächtern ins Dorf gelassen wurde, lernt er viele der Dorfbewohner kennen. Dazu zählen die bereits bekannte Braut Shari, ihr angsteinflößender Vater Mr. Gopesh, dessen Mutter Louise, die unbequeme Mutter des Bräutigams namens Rupia, ein kleiner alter Mann, mit dem Jack sich ständig streitet, sowie der griesgrämige Metzger des Dorfes, der ein Geheimnis zu haben scheint. Nachdem Jack sein baufälliges Investment zu einem minimalen Bruchteil seiner Belohnung wieder verkauft, erfährt er vom Flugplatz des ansässigen Doctors, mit dem er schnellstens die Insel verlassen will. Dazu benötigt er die Hilfe des Elefanten-Taxi-Fahrers Pandu, mit dem er sich auf in den Dschungel macht. Als ihr Weg dort versperrt wird, begibt sich Jack allein in Richtung Flugplatz. Am Schalter des Flugplatzes verweigert Mrs. Thatcherby Jack den Einlass und hält ihn für längere Zeit auf. Doctor T, der währenddessen Amanda als Handlangerin engagiert hat, ist beim Namen Keane stutzig geworden, und beauftragt sie, mehr über Jack’s Ziele auf der Insel herauszufinden. In seinem Hotelzimmer findet sie den Brief Montgomerys (welchen sie für Jacks Eigentum hält), mit dem Auftrag, Doctor T. zu stoppen, und lässt auf dessen Geheiß einen Zettel mit dem Datum ''6. November 1871'', an dem Jack noch ganz jung gewesen sein muss, in seinem Zimmer liegen. Als Jack diesen liest, beginnt er sofort, Nachforschungen über dieses Datum anzustellen, und findet heraus, dass an jenem Tag die ''Botanikstation 1'' niedergebrannt ist. Im Wald auf dem Rückweg ins Dorf lernt er Murphy kennen, einen Reiseführer, dessen Kunden immer den Tod finden. Er scheint Jack zu kennen und ist nicht verwundert, als dieser die Botanikstation 1 aufsuchen will. Dort findet Jack ein altes Wohnhaus sowie ein Labor vor, in welchem ein Tresor steht. Überraschend kann Jack ihn mit dem Schlüssel an seinem Taschenmesser öffnen, welches er schon seit seiner Kindheit besitzt, und sich immer über diese Komponente gewundert hat. Im Inneren findet er einen Brief seiner Eltern, der ihm seine Herkunft aufklärt:
Bis zum Jahre 1871 lebten und arbeiteten Die Keanes auf Tooth Island mit Doctor T., für ihn züchteten sie ein Elixier, durch das seine Teepflanzen schneller wachsen konnten. Allerdings gab es auch den Nebeneffekt, dass die Pflanzen wild wurden, und andere Pflanzen vernichteten. Aus Vorsicht vor den undurchsichtigen Plänen des Doctors versteckten sie die ''Emerald 13'' genannten Pflanzensamen im Tresor, welcher nur mit dem Keane-Familienschlüssel (welcher sich an Jacks Messer befindet) geöffnet werden konnte, bevor sie von ihm getötet wurden. Weiterhin steht im Brief, dass ein gewisser Dr. Umbati in Kalkutta wisse, was mit dem Elixier zu tun sei, wenn den Keanes etwas passieren sollte.
Mit dem neuen Wissen und einigen Gegenständen seiner Eltern im Gepäck, erfährt Jack nun von Murphy, dass dieser eine Art Babysitter für den jungen Jack war, und ihm bis zum Tod seiner Eltern beim Aufwachsen begleitete. Im Hangar in der Nähe des Labors versucht Jack, sich unbemerkt Zutritt zu einem der Luftschiffe des Doctors zu verschaffen, und nach Kalkutta zu reisen. Dabei wird er jedoch entdeckt, und nach einem Durcheinander ist er kurzzeitig im Fahrstuhl unter dem Hangar eingesperrt. Während dieses Zeitfensters erreicht ihn Amanda, die ihn dingfest machen kann. Jack erwacht festgebunden in einem Leuchtturm, wo der Doctor und Amanda ihn nach kurzer Zeit zum Sterben zurücklassen, da der Leuchtturm beim ersten Lichteinfall durch eine eingebaute Bombe zerstört würde. Er kann entkommen und trifft am Fuß des Turms auf den kauzigen alten Kerl, den er im Dorf kennengelernt hatte und zu welchem er kein gutes Verhältnis pflegt. Er rät Jack, endlich über seinen Schatten zu springen und erwachsen zu werden. Dazu soll er im nahegelegenen Tempel Mr. Daniels seine Ausbildung beginnen. Die Mönche dort stellen ihm einige Prüfungen, unter anderem muss er sich in der Höhle des heiligen Tigers beweisen. Dort trifft er auf den lange verschollenen Montgomery, der den Tiger im Zweikampf töten konnte und seitdem in dessen Höhle ausharrt. Nachdem er alle kleineren Aufgaben gelöst hat, wird er zum Hohepriester des Tempels geschickt. Dieser stellt sich als der kleine Kauz heraus, der Jack zur Ausbildung ermutigt hat. Seine letzte Prüfung besteht darin, die Hochzeit, welche durch die Amnesie des Bräutigams verhindert wird, gelingen zu lassen. Dafür erhält er Zugang zum oberen Teil des Dorfes, in welchem er besagten Vincent kennenlernt, sowie wieder auf Montgomery und seine ehemaligen Matrosen trifft, die einen Feldzug gegen den Doctor starten wollen, dem sich Jack aber verweigert. Mithilfe eines Liebesgedichts, welches er vom heimlich dichtenden Metzger erhält, sowie eines Liebestrankes aus der Apotheke des Dorfes gelingt es ihm, die beiden Liebenden wieder zueinander zu bringen, und seine letzte Prüfung zu bestehen. Dafür übergibt ihm der Hohepriester einen Trank, um sich an einschneidende Erlebnisse aus der Vergangenheit zu erinnern. Diesen trinkt er beim Haus seiner Familie und erinnert sich an den Tag seiner Kindheit zurück, als Männer des Doctors kamen, um den Jungen zu entführen, nachdem seine Eltern gestorben waren. Auf der Flucht vor diesen Männern sprang er aus enormer Höhe ins Meer, woher seine jahrelange Höhenangst rührt.
Währenddessen ist Amanda hin- und hergerissen zwischen ihrer Loyalität zum Doctor und dem Vertrauen, das sie gegenüber Jack empfindet. Allerdings sprach er bei der letzten Begegnung davon, dass der Doctor der Böse sei und sie auf der falschen Seite stehe, sodass sie nun eigene Nachforschungen beginnt. Diese führen über eine Leiche im Schrank ihres Zimmers, die wohl Suizid beging, über merkwürdige Aussagen des Doctors hin bis zum Fund einer vorformulierten Kündigung für sie, wodurch sie sich nun gegen den Doctor stellt und nach Jack sucht. Sie findet ihn psychisch zerbrochen vor der Botanikstation vor, wo die beiden ein langes Gespräch führen, sich küssen und gemeinsam im Bett Amandas (in der Villa des Doctors) landen. Am nächsten Morgen frühstückt sie gemeinsam mit dem Doctor, um ihre Tarnung nicht auffliegen zu lassen, während Jack sich durch das Haus schleicht und die Telefonverbindungen im Haus kappt.
Der Doctor plant nämlich, seine Armee aus genetisch gezüchteten künstlichen Affen über die Teeplantagen des britischen Empires zu schicken, damit diese seine pflanzenfressenden Riesenpflanzen abwerfen und die Teeernte der Briten vernichten. Da Jack nun die Funkverbindung zur geheimen Basis des Doctor's gekappt hat, muss dieser sich im Luftschiff auf den Weg machen, um den Knopf zum Auslösen manuell zu betätigen. Jack und Amanda folgen ihm in einem Flugzeug, mit dem sie eine Bruchlandung in der Nähe der Basis erleiden. Dort trifft Jack erneut auf die Hochzeitsgemeinde, sorgt für ein endgültiges Gelingen der Hochzeit, spricht sich danach kurz mit Montgomery aus und bemerkt, dass ihm die beiden Londoner Schläger dicht auf den Fersen sind. Gemeinsam mit Amanda jagt er dem Doctor hinterher, der sich auf einem seiner Luftschiffe in die Lüfte zu den Affen begibt, um ihnen das Signal zum Abflug besser übermitteln zu können. Die beiden Schläger werden in die Flucht geschlagen, als vom Schiff des Doctors Brocken herunterstürzen, die auf sie herabregnen. In der Luft überwindet unterdessen Jack endlich seine Höhenangst, bevor er mit seinem Messer im Finale ein Seil trennt, wodurch der Doctor unkontrolliert in die Luft geweht wird, während Jack und Amanda mit dem Schiff wohlbehalten im Wasser landen.
Im Dorf taucht unterdessen Joseph Little auf, der Montgomery für dessen Heldentaten lobt, mit denen dieser angeblich das Empire gerettet hat. Alle wichtigen Figuren der Geschichte sind anwesend, mit Ausnahme von Jack & Amanda, die auf ihrem Floß Arm in Arm auf das Meer hinaustreiben.

## Spielprinzip und Technik
Jack Keane wird komplett mit der Maus gesteuert und verzichtet vollständig auf Geschicklichkeitseinlagen und Rätsel unter Zeitdruck. Stattdessen werden Actionszenen in selbstablaufenden Zwischensequenzen dargestellt. Die Dialoge laufen entweder automatisch oder im Multiple-Choice-Verfahren ab. Durch die Interaktion mit Personen oder Gegenständen, die teilweise auch zur späteren Verwendung ins Inventar aufgenommen werden können, treibt der Spieler die Handlung voran. Dabei kann im Verlauf des Spiels neben Jack Keane auch seine Widersacherin Amanda gesteuert werden, wobei der Wechsel automatisch stattfindet und mit einer Figur stets ein komplettes Kapitel gespielt wird. Das größtenteils linear aufgebaute Adventure bietet an einigen Stellen außerdem verschiedene Lösungsmöglichkeiten von Rätseln und – erstmals in einem Spiel von Deck13 – die Möglichkeit, Bonusgegenstände zu entdecken, die verschiedene Extras freischalten.
Das Spiel wurde mit Hilfe der hauseigenen Spiel-Engine PINA erstellt, die ihrerseits auf der freien Engine OGRE beruht. Sowohl die normale Spielhandlung als auch die Zwischensequenzen werden in Echtzeit-3D dargestellt. Dabei fallen vor allem die häufigen Kameraschwenks auf, die Jack Keane eine bei Adventures normalerweise eher seltene optische Tiefe verleihen.

## Produktionsnotizen
Das Spiel bietet eine vollständige Sprachausgabe, wobei für die Hauptfiguren namhafte Sprecher engagiert wurden.
- David Nathan (deutscher Sprecher z. B. von Johnny Depp) als Jack
- Bianca Krahl (z. B. Charlize Theron) als Amanda
- Udo Schenk (z. B. Gary Oldman) als Doctor T.
- Thomas Danneberg (z. B. John Cleese) als Geheimagent Montgomery
- Boris Tessmann (z. B. Patrick Dempsey) als Matrose Eric

Vor Verkaufsstart wurden Datenträger mit einer „Special Edition“ der Demo-Version, die mehr Inhalt hatte als die kostenlose Download-Version, im „Jetzt iss Urlaub“-Gewinnspiel von McDonald’s verlost. Schon vor dem Erscheinen des Spiels wurde im offiziellen Forum eine Fortsetzung angekündigt. Die Fortsetzung „Jack Keane und das Auge des Schicksals“ erschien im November 2012.

## Rezeption
Aus 25 aggregierten Wertungen erzielt Jack Keane auf Metacritic einen Score von 69. Das Spiel erreichte auf Anhieb hohe Positionen in den deutschen Media-Control- (Platz 5) und Saturn-Verkaufscharts (Platz 1). Die deutsche Fachpresse bewertete das Spiel durchgehend positiv.
Das Magazin GameStar verlieh den „Gold-Award“ und bezeichnete Jack Keane als das beste „Adventure der letzten Jahre“. Zudem wurden „gelungene Rätsel, tolle Charaktere, eine spannende Geschichte und viel Humor“ gelobt. Das Spielemagazin PC Action verlieh „Gold“ als Bewertung und beschrieb das Spiel als das „derzeit beste Adventure“. PC PowerPlay bewertete das Spiel ebenfalls mit einem Award für herausragende Spiele. das deutschsprachige Fachmagazin Adventure-Treff lobte den gegenüber der vom selben Studio entwickelten Ankh-Reihe größeren Spielumfang, die Animationen, die Ambient-artige Hintergrundmusik sowie das „Großaufgebot an Promisprechern“. Kritisiert wurden die hohen Hardware-Anforderungen des Spiels und der „etwas zu zahnlos(e), zu kindgerecht(e)“ Humor.
Beim Deutschen Entwicklerpreis 2007 wurde Jack Keane als bestes deutsches Adventure und als das Spiel mit der besten Story/Spielewelt ausgezeichnet.